# پردیس سینمایی بام نیایش
پردیس سینمایی بام نیایش یک پردیس سینمایی در شهر تهران، ایران است.
این سینما که جزئی از یک مجتمع تجاری است در بهمن ۱۴۰۲ تأسیس شده و دارای ۸ سالن سینما می‌باشد.